# Abasár
Abasár is een plaats (község) en gemeente in het Hongaarse comitaat Heves. Abasár telt 3249 inwoners (2001).